# Platanthera densa
Platanthera densa är en orkidéart som beskrevs av Josef Franz Freyn. Platanthera densa ingår i släktet nattvioler, och familjen orkidéer. Inga underarter finns listade i Catalogue of Life.